# 물억새
물억새(학명:Miscanthus sacchariflorus, 영어:Amur silvergrass)는 한국의 전역에서 볼 수 있는 여러해살이풀로 강가, 저지대 습지에서 흔하게 자생한다. 큰물억새, 큰억새라고도 불린다. 학명의 sacchariflorus는 잎이 달콤하다는 의미이다.

## 특징
높이가 2.5미터까지 자라는 키가 큰 식물이며 산지의 능선이나 숲속에 자라는 억새와 달리 저지대 물가에서 자란다. 겉껍질은 까락이 없으며 잔털이 억새에 비해 길기 때문에 꽃차례가 전체적으로 더 희게 보인다. 꽃은 8~9월에 피며 열매는 9~10월에 익는다.